# Arboleda Bohemia
Bohemian Grove, Monte Rio, California, Estados Unidos, es un campamento restringido de 2700 acres (1100 hectareas) en 20601 Bohemian Avenue, perteneciente a un club privado de caballeros conocido como Bohemian Club. Cada año, a mediados de julio, el Bohemian Grove alberga un campamento de más de dos semanas con algunas de las personalidades masculinas más destacadas del mundo.
La membresía exclusivamente masculina del Bohemian Club incluye artistas y músicos, así como muchos líderes empresariales, funcionarios gubernamentales, expresidentes de Estados Unidos, altos ejecutivos de medios y personas de poder. Los miembros pueden invitar invitados al Grove. Las personas pueden ser invitados al Grove para los "Spring Jinks" en junio, o para el campamento principal de julio. Los miembros del Bohemian Club pueden programar eventos privados de uso diurno en Grove en cualquier momento en que no se utilice para fines de todo el club, y en esos momentos se les permite traer a sus cónyuges, familiares y amigos, aunque las invitadas femeninas y menores deben estar fuera de la propiedad antes de las 9 o 10 p. m.
Después de 40 años de membresía, los hombres obtienen el estatus de "Vieja Guardia", lo que les otorga asientos reservados en las charlas diarias del Grove, además de otros beneficios. El expresidente estadounidense Herbert Hoover fue incluido en la Vieja Guardia el 4 de marzo de 1953. Se había unido al club exactamente 40 años antes. Ramas de secuoya del Grove fueron trasladadas en avión al hotel Waldorf Astoria en la ciudad de Nueva York, donde se utilizaron para decorar una sala de banquetes para la celebración. En su discurso de aceptación, Hoover comparó el honor del estatus de "Vieja Guardia" con su papel frecuente como consejero veterano de presidentes posteriores.
El lema del club es "Las arañas que tejen no vienen aquí", lo que implica que las preocupaciones externas y los negocios (networking) deben quedar afuera. Cuando se reúnen en grupos, los bohemios suelen acatar el mandato, aunque a menudo las discusiones de negocios se producen entre parejas de miembros. En el Grove se han desarrollado importantes acuerdos políticos y comerciales. 
El Grove es particularmente famoso por una reunión de planificación del Proyecto Manhattan que tuvo lugar allí en septiembre de 1942, que posteriormente condujo a la bomba atómica. Entre los asistentes a esta reunión se encontraban Ernest Lawrence, J. Robert Oppenheimer, los jefes del Comité Ejecutivo del S-1, como los presidentes de Harvard, Yale y Princeton, junto con representantes de Standard Oil y General Electric, así como varios oficiales militares. En ese momento, Oppenheimer no era miembro del S-1, aunque Lawrence y Oppenheimer fueron los anfitriones de la reunión.
Los miembros de Grove se enorgullecen especialmente de este evento y, a menudo, cuentan la historia a los nuevos asistentes. Otros comportamientos en el campamento han dado lugar a numerosas reclamaciones e incluso a alguna parodia en la cultura popular. Un ejemplo fueron los comentarios del presidente Richard Nixon en una grabación del 13 de mayo de 1971 hablando de los habitantes de San Francisco de clase alta: "El Bohemian Grove, al que asisto de vez en cuando, es la cosa más jodidamente marica que puedas imaginar, con esa multitud de San Francisco."

## Historia

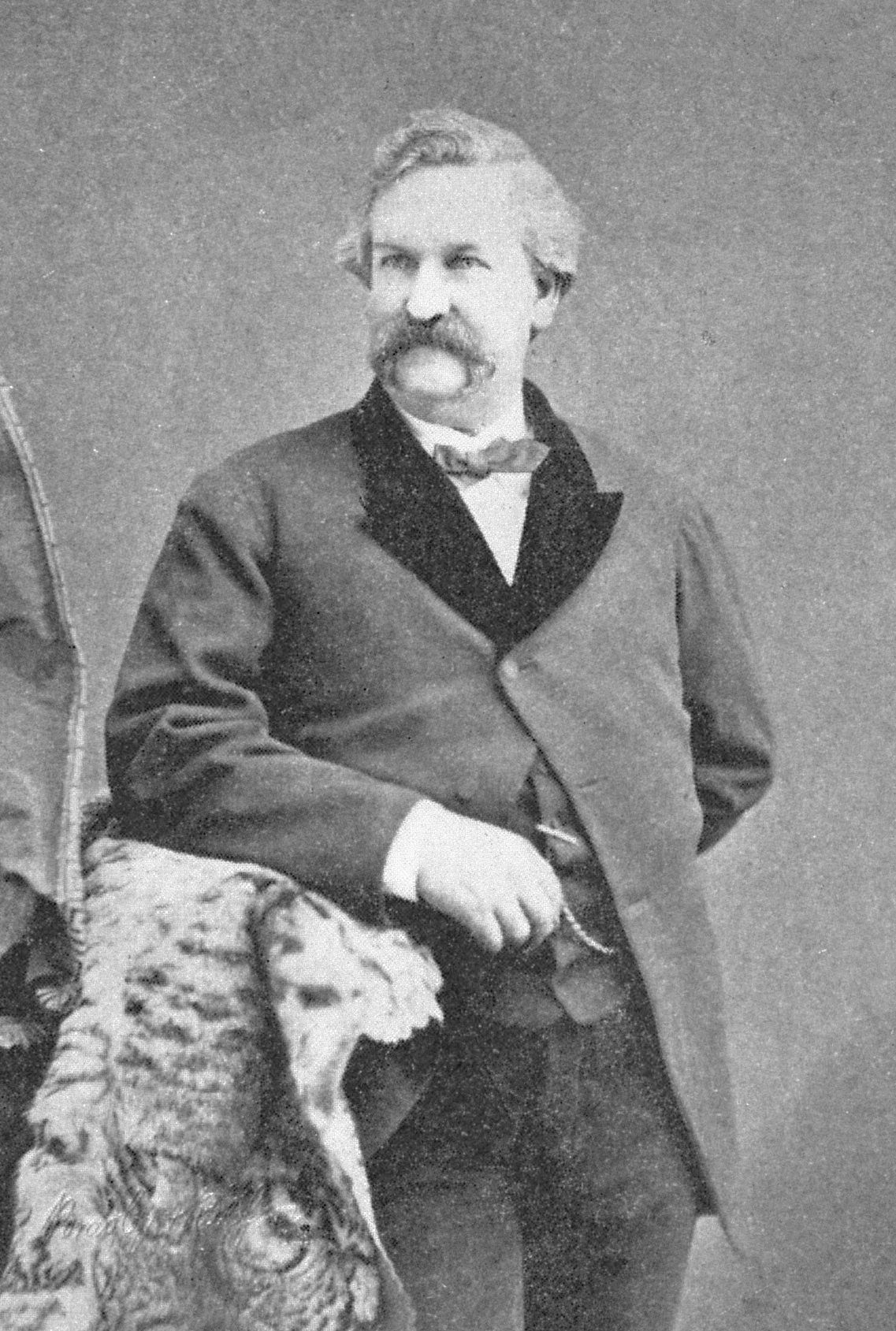
Henry "Harry" Edwards, un miembro fundador

La tradición de un campamento de verano se estableció seis años después de que se formara el Bohemian Club en 1872. Henry "Harry" Edwards, actor de teatro y miembro fundador, anunció que se mudaría a la ciudad de Nueva York para avanzar en su carrera. El 29 de junio de 1878, algo menos de 100 bohemios se reunieron en Redwoods, en el condado de Marin, cerca de Taylorville (actual Parque Estatal Samuel P. Taylor) para una fiesta de despedida nocturna en honor de Edwards.
El licor que fluía libremente y algunas linternas japonesas iluminaron las festividades, y los miembros del club se retiraron a última hora para disfrutar de la modesta comodidad de las mantas tendidas sobre la densa estera de agujas de Redwood. Esta reunión festiva se repitió el año siguiente sin Edwards y se convirtió en el campamento anual del club. En 1882, los miembros del Club acamparon juntos en varios lugares tanto en Marin como en el condado de Sonoma, incluido el actual Muir Woods y un bosque de secuoyas que una vez estuvo cerca de Duncans Mills, a varias millas río abajo desde la ubicación actual. A partir de 1893, los bohemios alquilaron la ubicación actual y en 1899 se la compraron a Melvin Cyrus Meeker, quien había desarrollado una exitosa operación maderera en la zona. Poco a poco, durante las siguientes décadas, los miembros del Club compraron terrenos que rodeaban la ubicación original hasta el perímetro de la cuenca en la que reside.
Escritor y periodista William Henry Irwin dijo del Grove,

Lo encuentras de repente. Un paso y su gloria estará sobre ti. No hay perspectiva; No puedes alejarte lo suficiente de uno de los árboles para verlo en su totalidad. Allí están, a un mundo de altura sobre ti, con sus pináculos ocultos por las franjas más altas de ramas o perdidos en el cielo.

No mucho después de que los periodistas fundaran el club, fue requisado por destacados empresarios con sede en San Francisco, quienes proporcionaron los recursos financieros necesarios para adquirir más terrenos e instalaciones en Grove. Sin embargo, todavía conservaron a los "bohemios" (los artistas y músicos) que continuaron entreteniendo a miembros e invitados internacionales.

## Afiliación y operación
El Bohemian Club es un club privado; sólo los miembros activos y sus invitados pueden visitar. Se sabe que entre los invitados se incluyen políticos y figuras notables de otros países. Especialmente durante el campamento de verano, el número de invitados está estrictamente limitado debido al pequeño tamaño de las instalaciones.

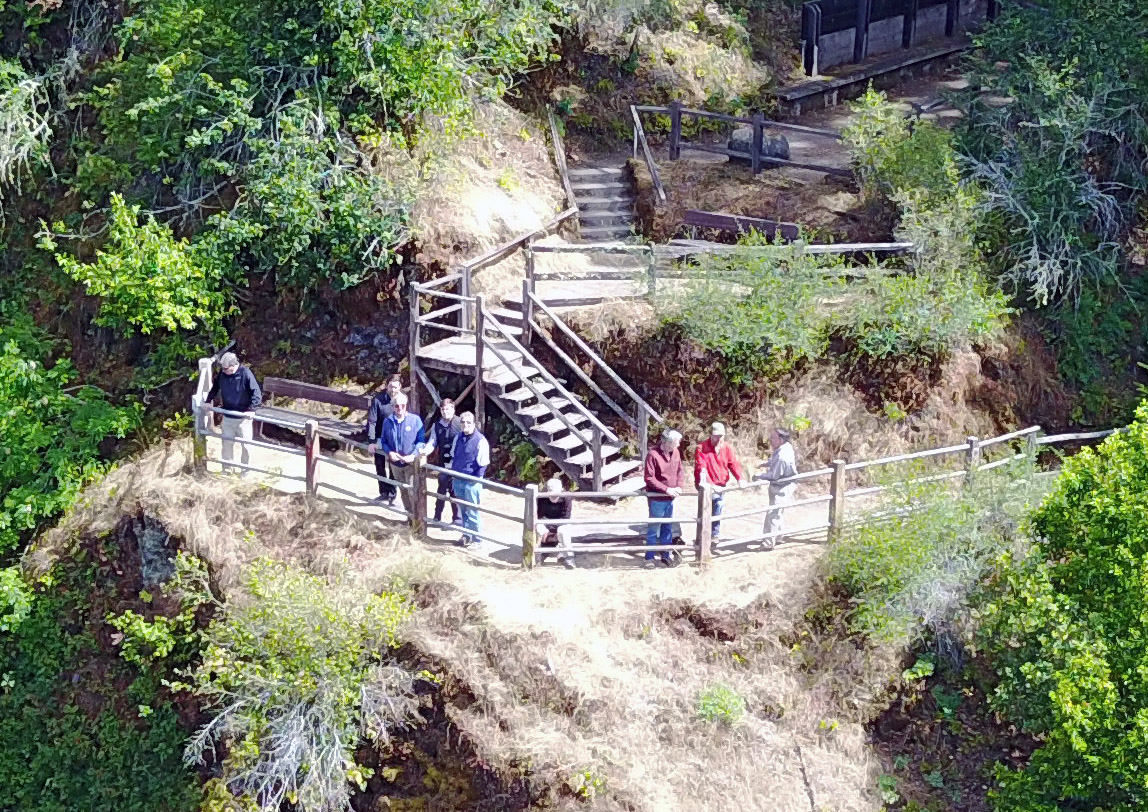
Bohemian Grove Miembros durante Muelle Jinx Encampment

### Ayudas de cámara de campamento
Los valets de los campamentos son responsables del funcionamiento de los campamentos individuales. Los ayudantes de cámara principales son similares a los gerentes generales de un resort, club, restaurante o hotel. El personal de servicio incluye trabajadoras cuya presencia en Grove se limita a las horas de luz y a las áreas centrales cercanas a la puerta principal. Los trabajadores varones pueden alojarse en Grove dentro de los límites del campamento al que están asignados, o en áreas de servicio periféricas. Los trabajadores de alto estatus se alojan en pequeños alojamientos privados, pero la mayoría se aloja en barracas rústicas.

### Instalaciones
160 acres (64,7 ha)

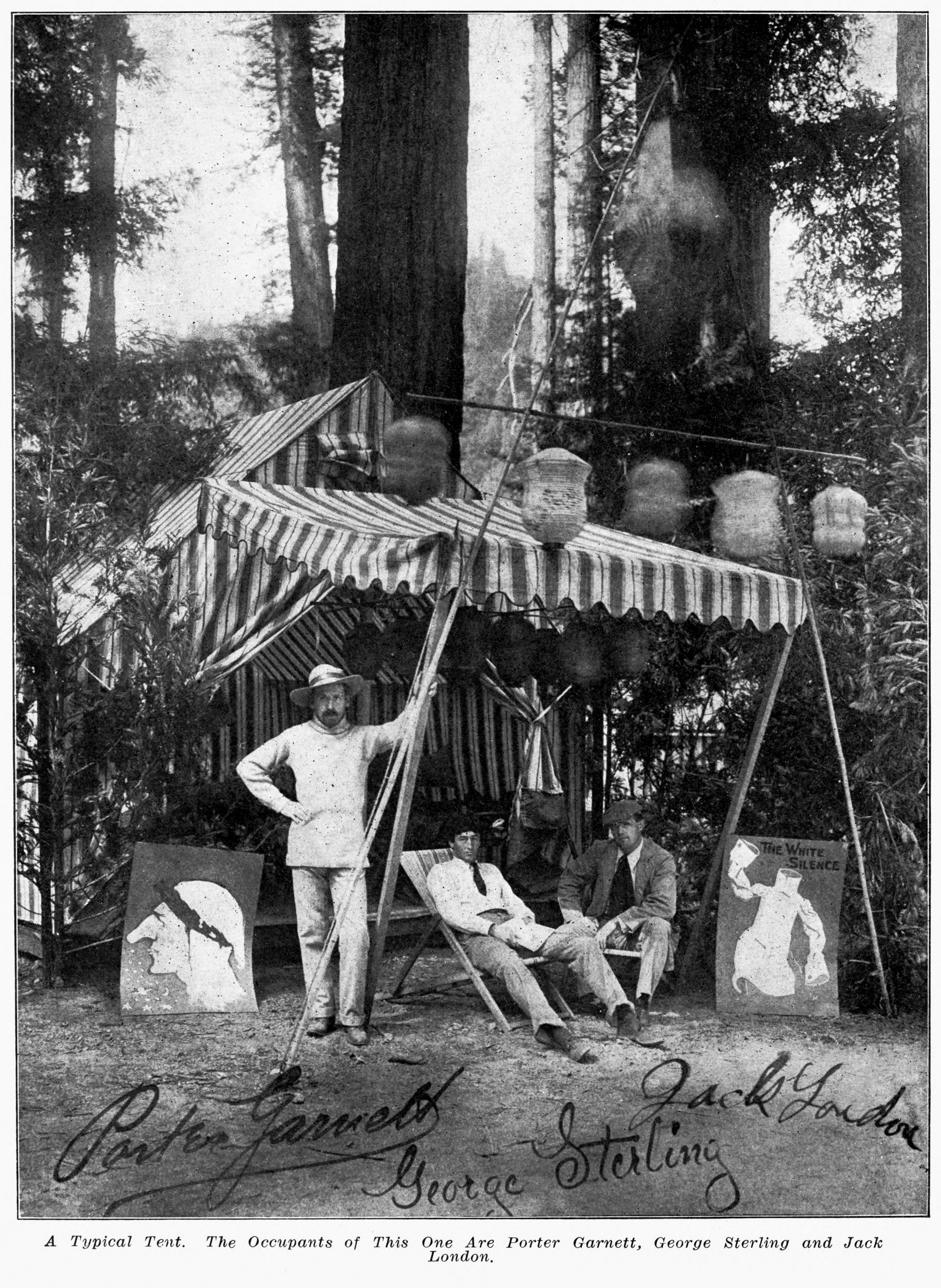
Una tienda de campaña en el campamento de verano del club, con sus ocupantes Porter Garnett, George Sterling y Jack London, julio de 1904.

El área del campamento principal consta de 160 acres (65 ha) de secuoyas antiguas de más de 1000 años, algunas de más de 300 pies (91 m) de altura.
Los dormitorios, o "campamentos", también se encuentran dispersos por todo el bosque. En 2007 había 118. Estos campos, que con frecuencia son patrilineales, son el principal medio a través del cual se forman amistades y contactos políticos y comerciales de alto nivel.
Los campamentos preeminentes son:
- Hill Billies
- Mandalay
- Cave Man
- Stowaway
- Uplifters
- Owls Nest
- Hideaway
- Isle of Aves
- Lost Angels
- Silverado Squatters
- Sempervirens
- Hilside
- Idlewild

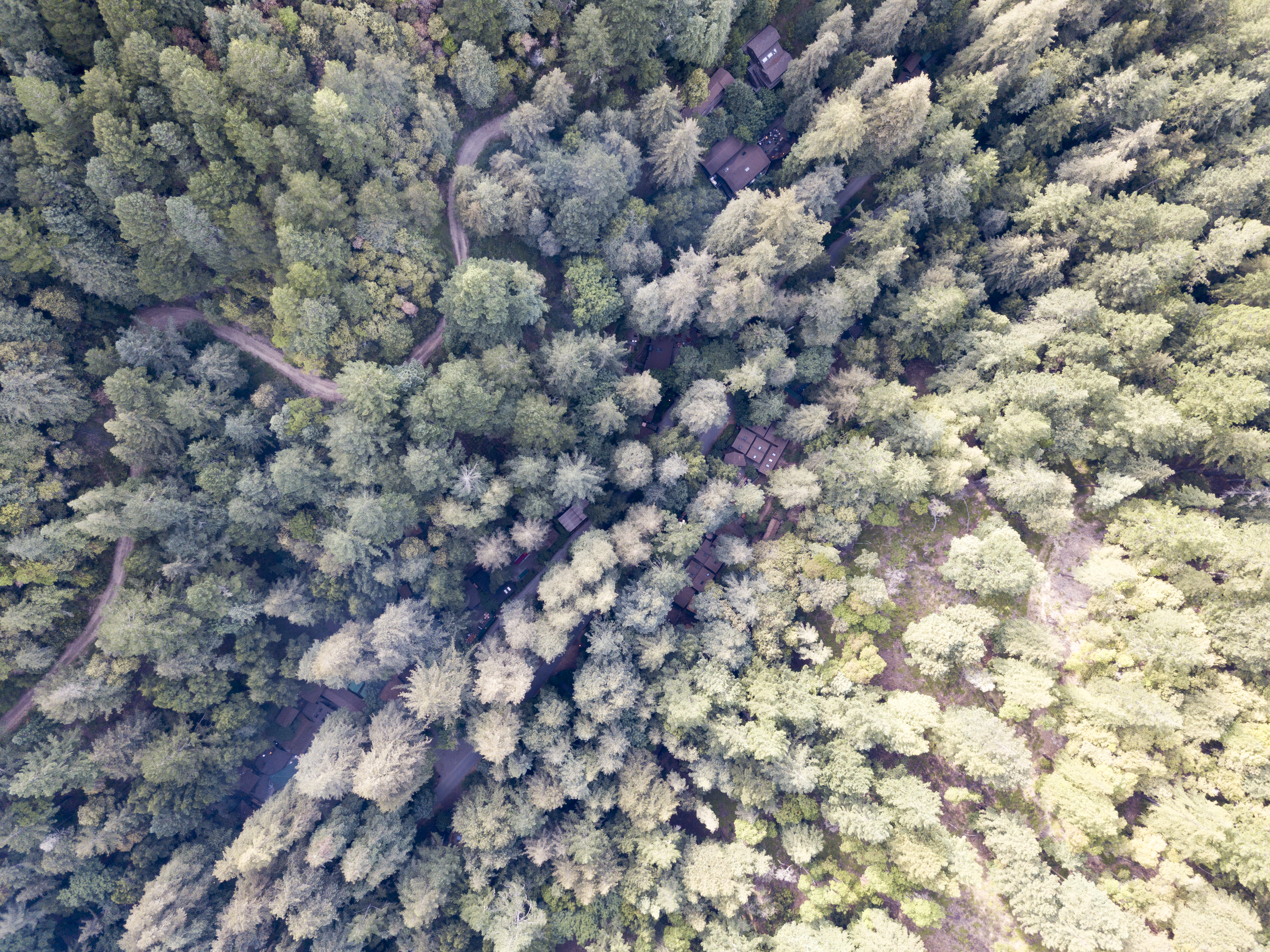
Imagen aérea de Bohemian Grove edificios

La arboleda cuenta con los siguientes lugares de reunión:
- Grove Stage – un anfiteatro con capacidad para 2000 personas, utilizado principalmente para la producción del Grove Play, el último fin de semana del campamento de verano. El escenario se extiende cuesta arriba.

- Field Circle – un anfiteatro en forma de cuenco utilizado para la comedia musical "Low Jinks" en medio del campamento, para "Spring Jinks" a principios de junio y para una variedad de otros shows en vivo.

- Campfire Circle – tiene una fogata en el centro del círculo, rodeada de bancos de troncos de secuoya tallados. Se utiliza para actuaciones más pequeñas en un entorno más íntimo.
- Museum Stage - un local semiabierto con un escenario cubierto. Conferencias y actuaciones de pequeños conjuntos.

- Dining Circle – con capacidad para aproximadamente 1500 comensales simultáneamente.

- Clubhouse – diseñado por Bernard Maybeck en 1903, terminado en 1904 en un acantilado con vistas al río Russian;[21] un edificio de usos múltiples para comedor, bebida y entretenimiento; el lugar de la reunión de planificación del Proyecto Manhattan celebrada en 1942.

- The Owl Shrine and the Lake – un lago artificial en el interior de la arboleda, utilizado para los conciertos del mediodía y también sede de la Cremación del Cuidado, que se realiza el primer sábado de campamento. También es el lugar del programa de las 12:30 p. m. "Charlas junto al lago" diarias. Estas importantes charlas informales (muchas de ellas sobre cuestiones de política pública) han sido impartidas a lo largo de los años por artistas, profesores, astronautas, líderes empresariales, funcionarios del gabinete, directores de la CIA, futuros presidentes y expresidentes.[22]

### Seguridad

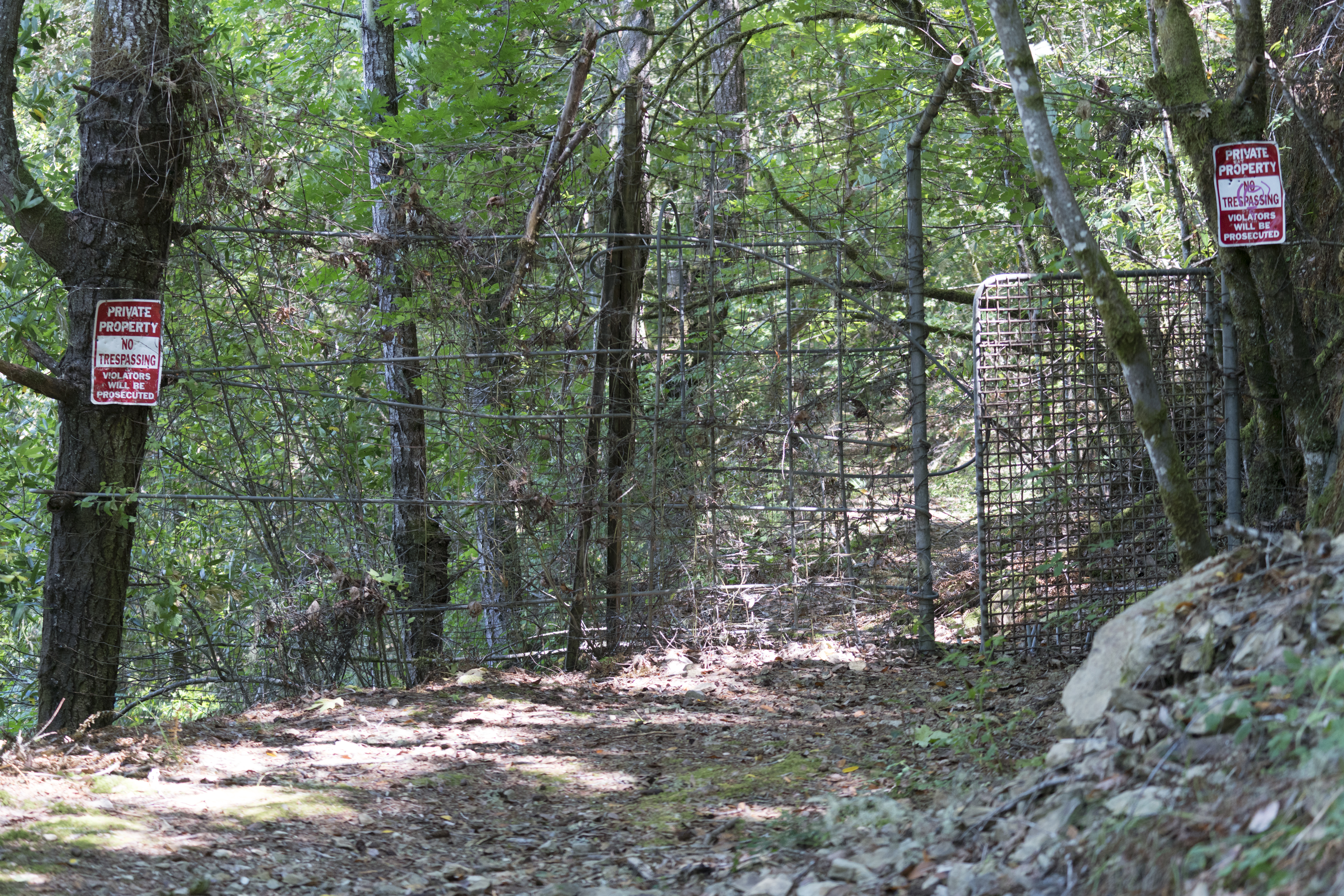
Entrada lateral al Bohemian Grove

El Bohemian Grove está protegido por un sofisticado equipo de seguridad durante todo el año. El Bohemian Club emplea a exmilitares para ayudar a asegurar el área. Utilizan equipos de seguridad de alta gama, que incluyen cámaras de visión térmica/nocturna, detectores de movimiento y sistemas de alarma con detección de vibraciones. El nivel de seguridad es particularmente elevado durante los períodos de tiempo en que los miembros están en el sitio. Durante estos momentos, la oficina del Sheriff local, la Patrulla de Caminos de California y, si la lista de invitados lo justifica, el Servicio Secreto de los Estados Unidos ayudan a asegurar las áreas y carreteras que rodean el campamento.
En 2019, la junta de supervisores del condado de Sonoma informó al club que 2019 sería el último año en que brindarían seguridad policial.
A pesar del alto nivel de seguridad presente, ha habido numerosas infiltraciones exitosas de alto perfil en Bohemian Grove:
- En el verano de 1980, Rick Clogher logró entrar al Grove con la ayuda de un empleado y se hizo pasar por trabajador durante dos fines de semana del campamento anual. Sus esfuerzos, la primera revista que informa desde el interior de Grove, se publicaron en la edición de agosto de 1981 de Mother Jones.[24] Casi al mismo tiempo, ABC Evening News emitió un informe especial sobre el Bohemian Grove.[25]
- En el verano de 1989, el escritor de la revista Spy, Philip Weiss, pasó siete días en el campamento haciéndose pasar por un invitado, lo que le llevó a publicar su artículo de noviembre de 1989 "Inside the Bohemian Grove". Finalmente fue descubierto y arrestado por invasión de propiedad privada.
- En 15 de julio de 2000, Alex Jones y su camarógrafo Mike Hanson entraron clandestinamente en Bohemian Grove y filmaron imágenes de la ceremonia de Cremación del Cuidado. Jones afirmó que se trataba de un "sacrificio ritual". A partir de este metraje, el documentalista Jon Ronson produjo el episodio "The Satanic Shadowy Elite?", en el que caracteriza el proceso como una "fiesta de fraternidad cubierta de maleza", mientras que Jones produjo "Dark Secrets Inside Bohemian Grove", que describe lo que dijo que eran rituales satánicos.[26]
- El 19 de enero de 2002, Richard McCaslin, de 37 años, fue arrestado tras su infiltración nocturna en Bohemian Grove, donde provocó varios incendios. Estaba fuertemente armado y llevaba una máscara de calavera y un traje con "Phantom Patriot" escrito en el pecho.[27]

### Mujeres
Aunque ninguna mujer ha sido nunca miembro de pleno derecho del Bohemian Club, las cuatro miembros honorarias fueron la anfitriona Margaret Bowman, la poeta Ina Coolbrith (que se desempeñó como bibliotecaria del club), la actriz Elizabeth Crocker Bowers y la escritora Sara Jane Lippincott.
Desde la muerte de Coolbrith en 1928, ninguna otra mujer se ha hecho miembro. A estos miembros honorarios y otras invitadas femeninas se les ha permitido ingresar al edificio bohemio del "City Club" y como invitados diurnos del Grove, pero no a los pisos superiores del City Club ni como invitados al campamento principal de verano en el Grove. En el Club se llevaron a cabo anualmente "Ladies' Jinks" especialmente para esposas e invitados.
En 2019, Lynda Hopkins, miembro de la Junta de Supervisores del Condado de Sonoma, quien fue elegida para el distrito que abarca Grove, escribió una carta abierta criticando el papel que tuvo Bohemian Club al dificultar que las mujeres ingresaran a la política y su falta de inversión en la comunidad, a pesar de la riqueza personal de los miembros y las actitudes anacrónicas y hegemónicas que, en su opinión, describían a Grove.

## Tradiciones, rituales, y símbolos

### Símbolos
El patrón del club es San Juan Nepomuceno quien, según la leyenda, murió a manos de un monarca bohemio antes que revelar los secretos de confesión de la reina. Una gran talla de madera del santo con túnica de clérigo y el dedo índice sobre los labios se encuentra en la orilla del lago en el campamento Grove, simbolizando el secreto guardado por los asistentes a lo largo de su larga historia.
Desde la fundación del club, la mascota del Bohemian Grove ha sido un búho, que simboliza la sabiduría. Una estatua de búho hueca de 9 m (30 pies) hecha de hormigón sobre soportes de acero se encuentra en la cabecera del lago en Grove. Esta estatua fue diseñada por el escultor y dos veces presidente del club, Haig Patigian. Fue construido a finales de la década de 1920. Desde 1929, el Santuario del Búho ha servido como telón de fondo de la ceremonia anual de Cremación del Cuidado.

#### La Cremación de "Care"

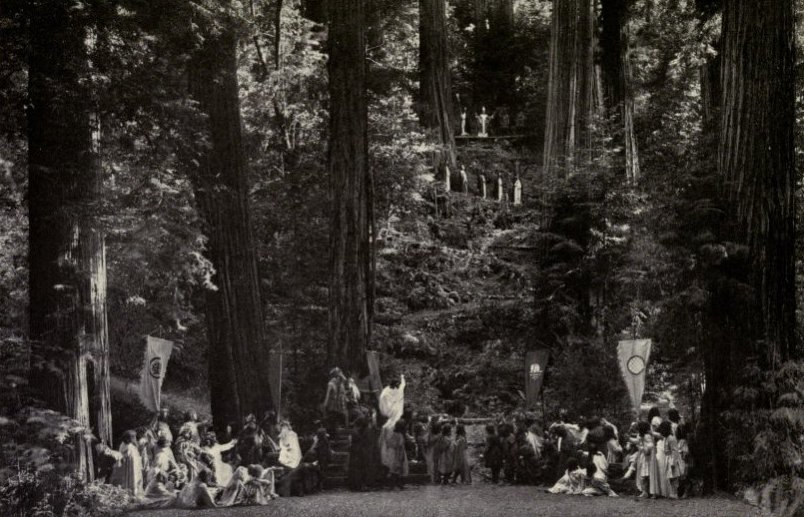
Un ensayo de vestido para el 1909 Grove Juego, St. Patrick en Tara

La ceremonia de Cremación del Cuidado es una producción teatral en la que participan como actores algunos de los socios del club. Se realizó por primera vez en 1881.
La producción fue ideada por James F. Bowman con George T. Bromley interpretando al Sumo Sacerdote. Originalmente se creó dentro de la trama de la seria representación dramática "High Jinks" en el primer fin de semana del campamento de verano, después de la cual el espíritu de "Care", asesinado por el héroe Jinks, fue solemnemente incinerado. La ceremonia sirvió como catarsis para el buen humor reprimido y "para presentar simbólicamente la salvación de los árboles por parte del club..." The Cremation of Care se separó de las otras Grove Plays en 1913 y se trasladó a la primera noche para convertirse en "un exorcismo del demonio para asegurar el éxito de las siguientes dos semanas". El Grove Play se trasladó al último fin de semana del campamento.
La ceremonia se lleva a cabo frente al Santuario del Búho. La estatua cubierta de musgo y líquenes simula una formación rocosa natural, pero contiene equipos eléctricos y de audio en su interior. Durante muchos años, se utilizó una grabación de la voz del miembro del club Walter Cronkite como voz de The Owl durante la ceremonia.

### Grove Play
Cada año, se representa una Grove Play durante una noche durante el último fin de semana del campamento de verano. La obra es una producción teatral musical a gran escala, escrita y compuesta por miembros del club, en la que participan unas 300 personas, entre coro, elenco, equipo de escenario y orquesta. La primera Grove Play se representó en 1902. Durante los años de la guerra, 1943-1945, el escenario estaba oscuro. En 1975, un observador estimó que Grove Play costaba entre 20.000 y 30.000 dólares, una cantidad que en dólares actuales ascendería a 163.000 dólares.

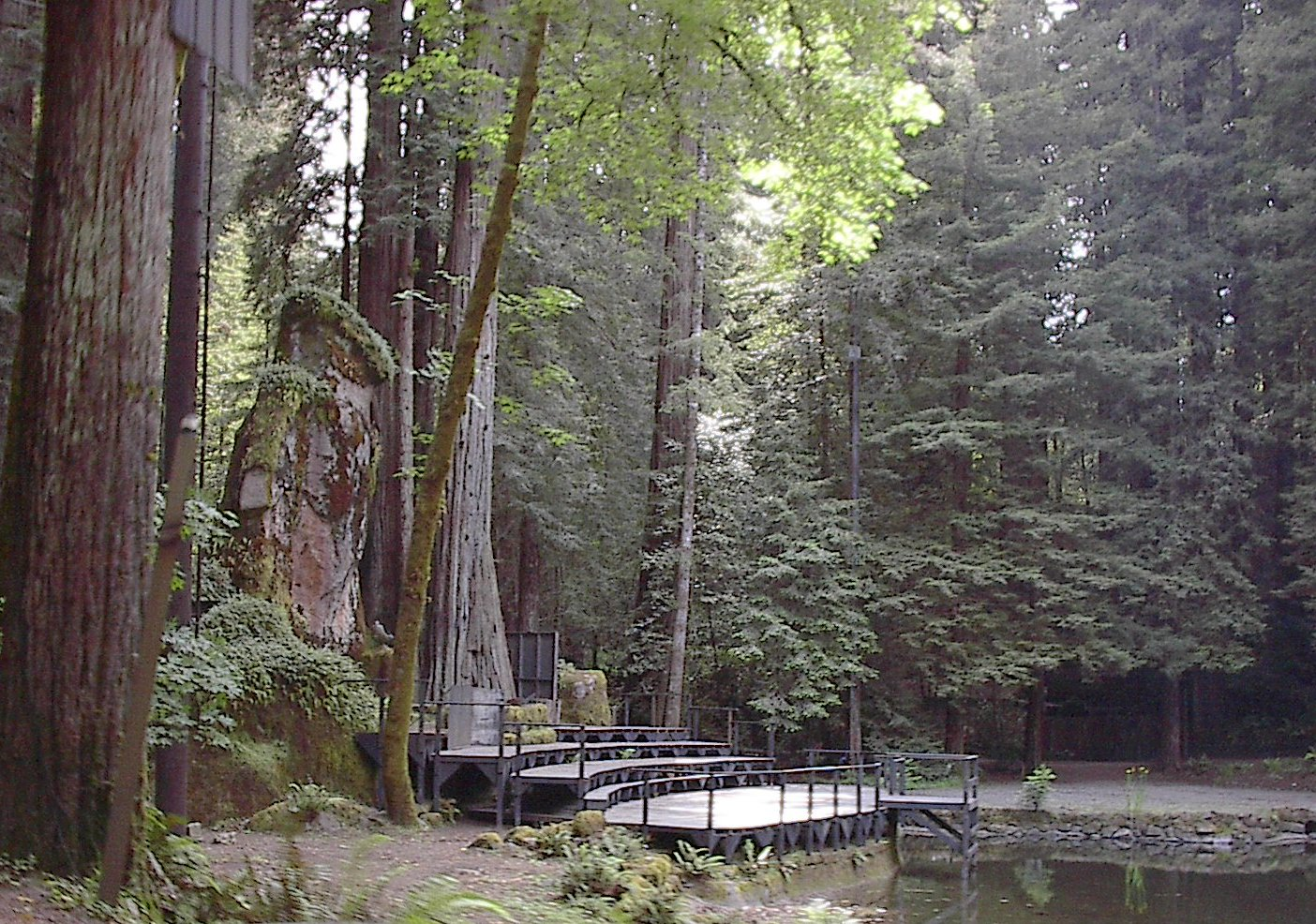
El Búho Shrine cubrió en musgo, estando entre árboles detrás de una fase en un borde de un hombre-hecho pond

## Casos de corte

### La ocupación de las mujeres
En 1978, el Bohemian Club fue acusado de discriminación por el Departamento de Vivienda y Empleo Justo de California por su negativa a contratar empleadas. En enero de 1981, un juez de derecho administrativo emitió una decisión apoyando las prácticas del club, señalando que los miembros del club en Grove "orinaban al aire libre sin siquiera el uso de instalaciones sanitarias rudimentarias", y que la presencia de mujeres alteraría las condiciones de vida de los miembros del club. Sin embargo, la decisión del juez fue anulada por la Comisión Estatal de Vivienda y Empleo Justo, que el 17 de octubre de 1981 ordenó al club que comenzara a reclutar y contratar mujeres como empleadas.
Luego, el Bohemian Club presentó una petición ante el Tribunal Superior de California, que falló a favor del club y consideró que "el género masculino [es] una calificación ocupacional genuina". Se reveló que el juez de primera instancia había participado anteriormente en actividades del club, sin embargo, se negó la solicitud de inhabilitación. La Comisión de Vivienda y Empleo Justo apeló ante el Tribunal de Apelaciones de California, que revocó la decisión del tribunal inferior, sosteniendo que el estatus privado del Bohemian Club no lo protegía de las "mismas reglas que gobiernan a todos los empleadores de California". La Corte Suprema de California denegó la revisión en 1987, lo que obligó efectivamente al club a comenzar a contratar trabajadoras durante el campamento de verano en Grove en Monte Rio. Este fallo fue citado como un precedente legal y se discutió durante el debate de 1995-1996 en torno al Proyecto de Ley SB 2110 (Maddy) del Senado de California, un proyecto de ley sobre si las organizaciones exentas de impuestos (incluidos los clubes fraternales) deberían estar exentas de los Derechos Civiles de Unruh.

### Inicio sesión
Fuera del área del campamento central, que es el sitio de la antigua arboleda, pero dentro de las 2712 acres (1.098 ha) propiedad del Bohemian Club, se han llevado a cabo actividades de tala desde 1984. Aproximadamente 11 000 000 de pies tablares (26 000 m3) de madera Se eliminaron equivalentes de los bosques circundantes de secuoyas y abetos de Douglas de 1984 a 2007. El guardabosques del club, Edward Tunheim, renunció a su cargo en 2006 debido a la presión del club para aumentar la tala. A Tunheim le preocupaba que la tala excesiva fomentara una mayor maleza y, por tanto, aumentara el peligro de incendio.
En 2007, la junta directiva del Bohemian Club presentó una solicitud para un permiso de tala no industrial disponible para propietarios con menos de 2500 acres (1000 ha) de tierras forestales, lo que les permitiría aumentar constantemente su tala en rodales de segundo crecimiento desde 800 000 pies tablares (1900 ha). m3) por año a 1.700.000 pies tablares (4.000 m3) durante el transcurso del permiso de 50 años. Tom Bonnicksen, un profesor forestal jubilado, había aconsejado a la junta que debían realizar una tala de selección en grupo para reducir el riesgo de que un incendio arrasara los densos rodales de segundo crecimiento, dañando el bosque antiguo que el Club quiere proteger.
El Bohemian Club afirmó que se necesitaba una expansión de las actividades madereras para prevenir incendios y que el dinero obtenido con la venta de la madera se utilizaría para estabilizar los caminos de acceso y eliminar especies que promueven los incendios, como los tanoaks y la maleza. En cambio, el Departamento de Pesca y Caza de California recomendó la tala de un solo árbol para preservar los hábitats de los mérgulos y los búhos moteados en árboles senescentes. Philip Rundel, profesor de biología de la Universidad de California en Berkeley, dijo que las secuoyas no son muy inflamables y que "este es claramente un proyecto de tala, no un proyecto para reducir el riesgo de incendio". Reed F. Noss, profesor de la Universidad de California, Davis, ha escrito que no es necesario prevenir los incendios dentro de los bosques de secuoyas, que las secuoyas jóvenes están adaptadas para regenerarse bien en la destrucción que dejan los incendios típicos del clima.
Después de la controversia planteada por los opositores al plan de recolección, el club tomó medidas para establecer su calificación para el permiso ofreciendo 163 acres (66 ha) a la Rocky Mountain Elk Foundation, en Missoula, Montana, para una servidumbre de conservación. Se cancelaron otras 56,75 acres (22,97 ha) por no estar disponibles para la tala comercial, lo que eleva el total a 2316 acres (937 ha) y, por lo tanto, califica para el permiso. Los opositores y sus abogados interpretan que la ley pertinente cuenta todas las tierras forestales y no sólo la parte sujeta al permiso de tala. Afirman que si se cuenta el total de terrenos forestales, 2.535,75 acres (1.026,18 ha) son propiedad del club, por lo que no se debe otorgar el permiso.
El 10 de marzo de 2011, el juez René A. Chouteau rechazó el Plan de Manejo de Madera No Industrial (NTMP) que había aprobado el Departamento de Silvicultura y Protección contra Incendios de California. La demanda, presentada por el Sierra Club y el Bohemian Redwood Rescue Club, buscaba que se anulara el NTMP. El fallo pide al Bohemian Club que redacte un nuevo NTMP que ofrezca alternativas a la tasa de tala propuesta. En la actualidad, el Bohemian Club no puede registrar ninguna de sus propiedades.